# United Democratic Movement
De United Democratic Movement is een Zuid-Afrikaanse politieke partij.

## Geschiedenis
De partij werd na het afschaffen van de apartheid opgericht door twee wat onwaarschijnlijke figuren uit het politieke leven van het land. Enerzijds was er Roelf Meyer, die voor de Nationale Partij een deel van de onderhandelingen geleid had die uitmondden in de eerste democratische verkiezingen en de nieuwe grondwet van Zuid-Afrika. Anderzijds was er Bantu Holomisa, eertijds in het leger van de Transkei waar hij een staatsgreep organiseerde en de macht in deze bantoestan overnam. Hij bood 'zijn' thuisland aan aan het ANC om als uitvalsbasis te gebruiken. Min of meer tegen wil en dank maakte de bevrijdingsbeweging daar ook gebruik van, maar na de hereniging van het thuisland met Zuid-Afrika kreeg Holomisa toch niet de rol in de partij toebedeeld die hij wenste. Hij stapte uit het ANC en stichtte met Meyer de UDM. De verwachte steun van de kant van de blanken voor het experiment bleef grotendeels uit, maar vooral in het oude thuisland kon Holomisa wel op een zekere aanhang rekenen. Sinds de jaren 90 van de vorige eeuw is de UDM daarmee een klein maar vast deel van het politieke landschap gebleven.

## Parlementszetels
| Verkiezing | Stemmen | %    | Zetels |
| ---------- | ------- | ---- | ------ |
| 2009       | 149.680 | 0,85 | 4      |
| 2004       | 355.717 | 2,30 | 9      |
| 1999       | 546.790 | 3,42 | 14     |